# Ernst Linder
Ernst Linder (Pohja, 25 april 1868 - Stockholm, 14 september 1943) was een Zweeds ruiter, die gespecialiseerd was in dressuur. Linder won olympisch goud in de dressuur tijdens de Olympische Zomerspelen 1924. Linder nam deel aan de Winteroorlog.

## Resultaten
- Olympische Zomerspelen 1924 in Parijs  individueel dressuur met Piccolomin

1912: Carl Bonde ·
1920: Janne Lundblad ·
1924: Ernst Linder ·
1928: Carl Friedrich von Langen ·
1932: Xavier Lesage ·
1936: Heinz Pollay ·
1948: Hans Moser ·
1952: Henri Saint Cyr ·
1956: Henri Saint Cyr ·
1960: Sergej Filatov ·
1964: Henri Chammartin ·
1968: Ivan Kizimov ·
1972: Liselott Linsenhoff ·
1976: Christine Stückelberger ·
1980: Elisabeth Theurer ·
1984: Reiner Klimke ·
1988: Nicole Uphoff ·
1992: Nicole Uphoff ·
1996: Isabell Werth ·
2000: Anky van Grunsven ·
2004: Anky van Grunsven ·
2008: Anky van Grunsven ·
2012: Charlotte Dujardin ·
2016: Charlotte Dujardin ·
2020: Jessica von Bredow-Werndl ·
2024: Jessica von Bredow-Werndl
- Gemeinsame Normdatei: 1226055613
- International Standard Name Identifier: 0000 0004 4421 334X
- KulturNav: 4428c455-3054-4a6f-9c92-e1c29429c704
- Virtual International Authority File: 163370543